# PWS-52
Der PWS-52 war ein einmotoriger Hochdecker, der von der Podlaska Wytwórnia Samolotów (PWS) gebaut wurde und ein Prototyp blieb.

## Geschichte
Das Flugzeug wurde 1929 von Zbysław Ciołkosz und Antoni Uszacki fabriziert und orientierte sich designtechnisch an der de Havilland DH.80 Puss Moth. Das Flugzeug wurde erstmals Anfang Juli 1930 von Franciszek Rutkowski in Zülz (Polen) geflogen, einige Wochen vor dem Europarundflug von 1930, für den das Flugzeug fabriziert wurde.
Der Prototyp mit dem Luftfahrzeugkennzeichen SP-ADD und der Wettbewerbsnummer O8 nahm Challenge International de Tourisme (Europarundflug) 1930 vom 20. bis 31. Juli teil, geflogen von Franciszek Rutkowski. Nach der Landung in Saint-Inglevert wurde das Flugzeug vom Wind umgeworfen und stark beschädigt.
Nach den dadurch notwendigen Reparaturen wurde die Ruderform geändert. Später nahm das Flugzeug wieder an einigen Wettbewerben in Polen teil, jedoch mit begrenztem Erfolg. Unter anderem, von Józef Lewoniewski geflogen, nahm es den 4. Platz im 3. Polnischen Leichtflugzeugwettbewerb im September/Oktober 1930 ein. In Lewoniewski kam dann die Idee auf, mit der PWS-52 einmal um die Welt zu fliegen. Im Jahr 1931 wurde das Flugzeug mit drei zusätzlichen Treibstofftanks ausgestattet, was eine maximale Kapazität von 760 l Kraftstoff ergab und zu einer Reichweite von 4000 km führte. Das Flugzeug war mit einem Funkgerät und einem Platz für ein Dingi ausgestattet. Die Ruderform änderte sich erneut, und der Motor de Havilland Gipsy I (85 PS) wurde gegen einen Gipsy III (120 PS) getauscht. Diese Operation veränderte ebenfalls die Flugzeugnase. Das maximale Startgewicht stieg auf 1160 kg bei einem Leergewicht von 480 kg.
Die veränderte PWS-52 war im April 1931 fertig und Lewoniewski flog sie in Polen am 15. August 1931 zusammen mit einem Passagier auf einer Strecke von 1755 km ohne Zwischenlandung. Am 1. September 1931 flog Lewoniewski das Flugzeug von Warschau nach Saloniki und zurück (2700 km). Unterwegs musste er in Ungarn und Griechenland wegen Motorschadens landen. Mangel an Geldern und Problemen der PWS-Fabrik führten dazu, dass der Plan, um die Welt zu fliegen, aufgegeben wurde.
1937 wurde das Flugzeug von einem Mitglied des PWS-Aeroklubs gekauft, das die zusätzlichen Treibstofftanks ausbaute, und das Flugzeug hauptsächlich zur Sportfliegerei nutzte. Die PWS stürzte 1939 während eines Trainingsfluges ab.

## Konstruktion
Die PWS-52 war eine einmotorige, gemischte Konstruktion, die zur Klasse der Hochdecker zählte. Der Rumpf bestand aus einem Stahlrahmen und wurde mit Leinwand bespannt und mit Aluminium im Motorbereich beplankt. Der rechteckige, dreiteilige Flügel mit abgerundeten Randbögen wurden mit Sperrholz im vorderen Teil versehen und mit Leinwand im hinteren Teil bespannt. Das Flügelmittelstück umfasste die inneren Tragflächen und den Baldachin und wurde mit Streben zum Rumpf hin abgestützt. Die Außenflügel konnten samt V-Streben nach hinten geklappt werden. Das Flugzeug hatte zwei Sitze in einem geschlossenen Cockpit. Sogar ein Gepäckraum war hinter dem Cockpit, welcher mit einem 3. Sitz versehen werden konnte. Die PWS-52 hatte ein festes, konventionelles Fahrwerk. Das Flugzeug benutzte einen luftgekühlten Vierzylindermotor (de Havilland Gipsy I) und später einen de Havilland Gipsy III mit 120 PS. Des Weiteren besaß sie ein Zweiblattpropeller ohne Verstellung.

## Technische Daten
| Kenngröße              | Daten                                                                |
| ---------------------- | -------------------------------------------------------------------- |
| Besatzung              | 1–2                                                                  |
| Länge                  | 7,53 m                                                               |
| Spannweite             | 11,52 m                                                              |
| Höhe                   | 2,39 m                                                               |
| Flügelfläche           | 19,5 m²                                                              |
| Flächenbelastung       | 33,5 kg/m²                                                           |
| Leermasse              | 439 kg                                                               |
| Belastung              | 216 kg (max. 389 kg)                                                 |
| Zuladung               | 655 kg                                                               |
| Max. Startmasse        | 828 kg                                                               |
| Triebwerk              | 1 × luftgekühlter 4-Zylinder-Motor de Havilland Gipsy, 95 PS (70 kW) |
| Höchstgeschwindigkeit  | 170 km/h                                                             |
| Reisegeschwindigkeit   | 140 km/h                                                             |
| Mindestgeschwindigkeit | 73 km/h                                                              |
| Steiggeschwindigkeit   | 2,6 m/s                                                              |
| Reichweite             | 480–760 km                                                           |
| Gipfelhöhe             | 3200 m                                                               |